# Kod Q
Kod Q – trzyliterowy kod (czasem używa się czterech liter) używany w telegrafii i krótkofalarstwie.
Kod Q został wprowadzony do użytku międzynarodowego w roku 1912. Zgodnie z zawartym w Londynie porozumieniem, wprowadzono dla potrzeb łączności ze statkami, 50 skrótów rozpoczynających się od litery Q. Kod ten okazał się na tyle wygodny, że jest ciągle stosowany, a takie skróty jak np. QRN, QRM, QSO są powszechne w łączności radiowej. Zaproponowany wtedy skrót QSL („potwierdzam odebranie”) stał się również przyjętą nazwą pisemnego potwierdzenia łączności lub nasłuchu, i to nie tylko w przypadku amatorów, ale także stacji radiofonicznych. Skrót QRP, oprócz informacji, że stacja nadaje z mocą mniejszą niż 5 W, daje również pierwszeństwo w łączności ze stacjami nadającymi z większą mocą.
Do łączności amatorskich kod Q wprowadził w latach 30. XX wieku Amerykanin W1UE. Kod ten ułatwiał wymianę informacji pomiędzy amatorami różnych krajów. Kod Q miał jednak zasadnicze zastosowanie w prowadzeniu łączności w służbach profesjonalnych, szczególnie morskich i lotniczych, dlatego też wiele skrótów dotyczy wymiany danych o żegludze (np. QTI? – „jaki jest twój kurs?” QTJ? – „jaka jest twoja prędkość?”) oraz lotnictwa (np. QBF? – „czy lecisz w chmurach?”).
Przybywanie różnych nowych zestawów spowodowało, że w roku 1947 na Konferencji Telekomunikacyjnej w Atlantic City ustalono międzynarodową tabelę kodu Q, dotyczącą wszystkich służb radiowych, cywilnych i wojskowych, w zakresie kombinacji QRA do QUZ i dla lotnictwa, przyjętą przez ICAO (międzynarodowa organizacja lotnicza), w zakresie kombinacji od QAA do QNZ włącznie. Obecnie standaryzacją kodu Q zajmuje się Międzynarodowy Związek Telekomunikacyjny ITU w Genewie i wydawane przez niego Rekomendacje obejmują pełne zestawienie znaków (Rekomendacja ITU-R M.1172 radiokomunikacja morska). Niektóre kombinacje nie są wymieniane, a jednak są stosowane zwyczajowo (np. QLF „nadawaj lewą nogą” – dla marnych telegrafistów, QLZ „jestem leniwy” lub QRRR używane ze względów historycznych tylko przez krótkofalowców jako sygnał o niebezpieczeństwie, obecnie wycofywany ze względu na możliwość pomyłki z oficjalnym QRR „nadawaj automatycznie”).
Kod Q jest zasadniczo przeznaczony do łączności telegraficznej, ale niektóre frazy stosowane są także na fonii. Kod Q służy dla skrócenia czasu podawania najczęściej spotykanych informacji o charakterze operatorskim. Poszczególne trzyliterowe grupy, rozpoczynające się od litery Q, oznaczają całe zdania lub grupy słów. To samo wyrażenie kodu służy za zdanie pytające, jeżeli jest nadawane ze znakiem zapytania na końcu.

## Przykłady kodów Q używanych w służbie amatorskiej
| kod | znaczenie                                                                                 | przykład użycia                             |
| --- | ----------------------------------------------------------------------------------------- | ------------------------------------------- |
| QRL | czy ta częstotliwość jest wolna jestem zajęty/pracuję/praca                               | używane przeważnie w alfabecie Morse’a      |
| QRM | zakłócenia cywilizacyjne zakłócenia/ktoś przeszkadza                                      | mam silne QRM od pobliskiej stacji          |
| QRN | zakłócenia atmosferyczne                                                                  | pasmo dzisiaj jest zaszumione, mam dużo QRN |
| QRO | zwiększ moc                                                                               | nadaję QRO, ponieważ propagacja jest słaba  |
| QRP | mała moc                                                                                  | używam transceivera QRP o mocy 3 W          |
| QRS | nadawaj wolniej                                                                           | proszę QRS, mam QRM                         |
| QRT | przerwij nadawanie, wyłączam stację                                                       | przyjemne QSO, ale muszę QRT                |
| QRV | gotów do odbioru                                                                          | czy jesteś QRV?                             |
| QRX | poczekaj chwilę, zaraz wrócę                                                              | proszę o QRX                                |
| QRZ | kto mnie woła?                                                                            | QRZ? jesteś ledwo zrozumiały                |
| QSB | zanikający sygnał, twój sygnał się waha                                                   | mam QSB na naszej QSO                       |
| QSL | potwierdzenie odbioru potwierdzam/tak                                                     | proszę o kartę QSL                          |
| QSO | rozmowa z innym krótkofalowcem łączność                                                   | dziękuję za QSO                             |
| QSY | zmień częstotliwość                                                                       | QSY 5kHz wyżej                              |
| QTC | telegram/wiadomość                                                                        | Mam ... QTC dla ciebie                      |
| QTH | lokalizacja miejsce stałego zainstalowania radiostacji miejsce zamieszkania/podaj lokator | jakie jest twoje QTH?                       |
| QTR | dokładny czas                                                                             | QTR 12:20                                   |
| QRG | moja częstotliwość to...                                                                  |                                             |
| QAZ | burza/pioruny                                                                             | QAZ, wyłączam stację                        |